# Tomonobu Fujii

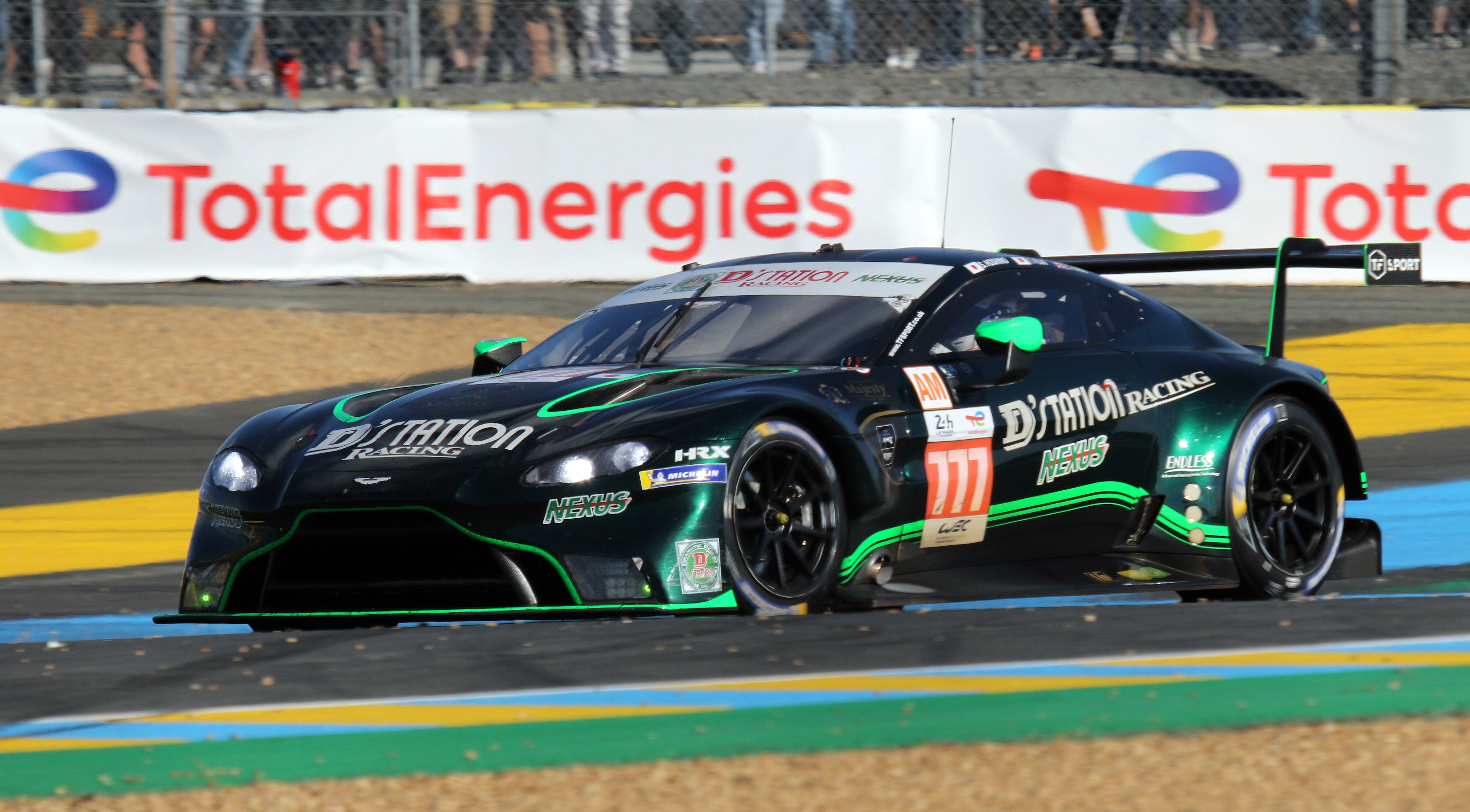
Der von Tomonobu Fujii beim 24-Stunden-Rennen von Le Mans 2022 gefahrene Aston Martin Vantage AMR

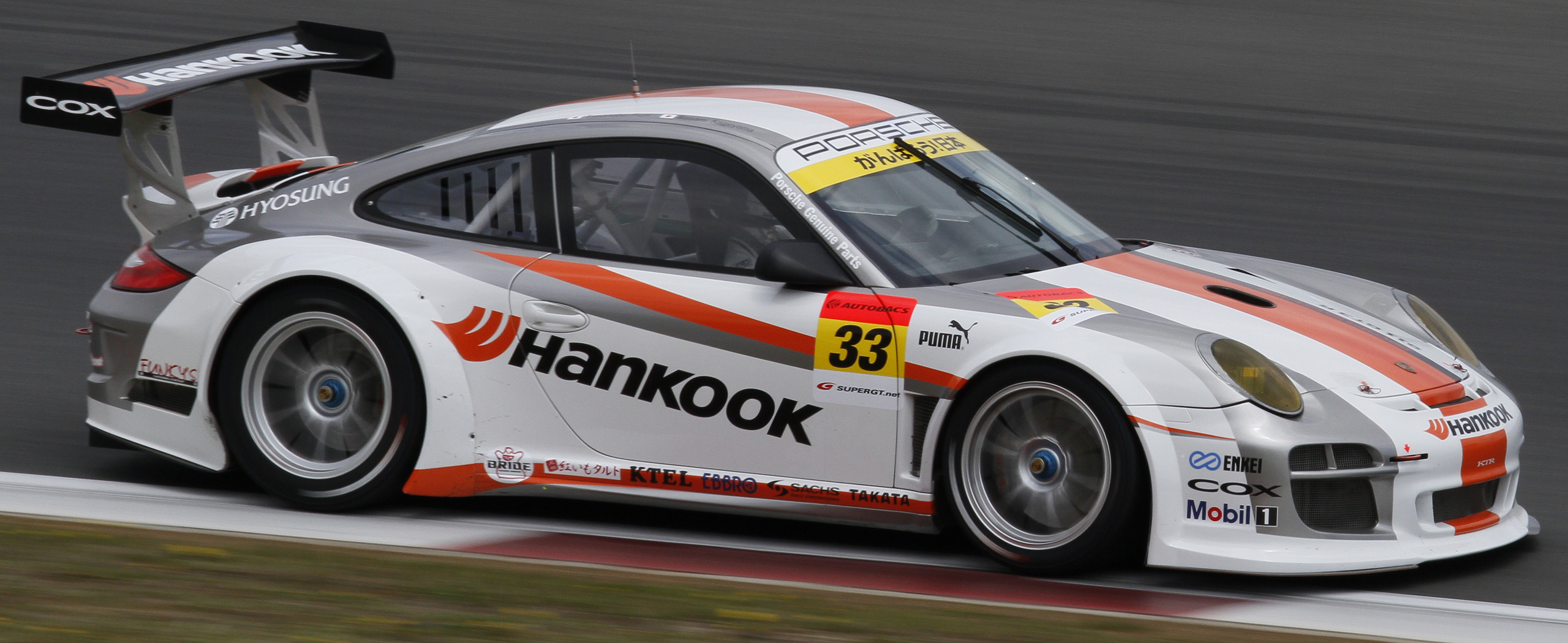
Tomonobu Fujii im Porsche 911 GT3 R beim 400-km-Rennen von Fuji 2011

Tomonobu Fujii (jap. 藤井 誠暢, Fujii Tomonobu; * 17. Dezember 1980 in der Präfektur Tokio) ist ein japanischer Autorennfahrer.

## Karriere
Tomonobu Fujii war viele Jahre in der japanischen Super-GT-Meisterschaft aktiv. Die beste Jahresplatzierung war der zweite Rang in der GT-300-Klasse 2012 mit seinem Teamkollegen Masami Kageyama im Porsche 911 GT3-R von Hankook KTR. 2011 hatte er den dritten Endrang in dieser Klasse erreicht. Diesen Erfolg wiederholte er 2016 gemeinsam mit Richard Lyons im Audi R8 LMS.
Mitte der 2010er-Jahre ging Fujii neben den Super GT unter anderem auch in der IMSA WeatherTech SportsCar Championship und der Asian Le Mans Series an den Start. Zweimal war er beim 24-Stunden-Rennen von Le Mans gemeldet. Beide Male kam die Teilnahme nicht zustande. 2015 befand sich der KCMG-Oreca 03 auf der Reserveliste und rückte nicht nach. 2020 zog D’station Racing, wo Fujii als Fahrer nominiert war, die Meldung wegen der COVID-19-Pandemie zurück.

## Statistik

### Karrierestationen
| - 2005–2020: Japanische Super GT - 2996: Japan Le Mans Challenge 2006 (Platz 2 LMP2) - 2015: IMSA WeatherTech SportsCar Championship - 2018–2020: Asian Le Mans Series - 2012: Aston Martin Le Mans Festival (Platz 1) - 2017: Super Taikyu Series (Platz 2) |

### Le-Mans-Ergebnisse
| Jahr | Team             | Fahrzeug                 | Teamkollege     | Teamkollege      | Platzierung | Ausfallgrund      |
| ---- | ---------------- | ------------------------ | --------------- | ---------------- | ----------- | ----------------- |
| 2021 | D'station Racing | Aston Martin Vantage AMR | Satoshi Hoshino | Andrew Watson    | Rang 33     |                   |
| 2022 | D'station Racing | Aston Martin Vantage AMR | Satoshi Hoshino | Charlie Fagg     | Ausfall     | Chassis Gebrochen |
| 2023 | D'station Racing | Aston Martin Vantage AMR | Satoshi Hoshino | Casper Stevenson | Ausfall     | Elektrik          |

### Einzelergebnisse in der FIA-Langstrecken-Weltmeisterschaft
| Saison | Team             | Rennwagen                | 1   | 2   | 3   | 4   | 5   | 6   | 7   |
| ------ | ---------------- | ------------------------ | --- | --- | --- | --- | --- | --- | --- |
| 2021   | D'station Racing | Aston Martin Vantage AMR | SPA | POR | MON | LEM | BAH | BAH |     |
| 2021   | D'station Racing | Aston Martin Vantage AMR | 26  | DNF | 21  | 33  | 28  | 26  |     |
| 2022   | D'station Racing | Aston Martin Vantage AMR | SEB | SPA | LEM | MON | FUJ | BAH |     |
| 2022   | D'station Racing | Aston Martin Vantage AMR | 27  | 27  | DNF | 32  | 25  | 32  |     |
| 2023   | D'station Racing | Aston Martin Vantage AMR | SEB | POR | SPA | LEM | MON | FUJ | BAH |
| 2023   | D'station Racing | Aston Martin Vantage AMR | 27  | DNF | 28  | DNF | DNF | 32  | 23  |